# Bordighera
Bordighera (ligur nyelven Bordighëa) egy olasz község a Liguria régióban, Imperia megyében.

## Földrajz
A francia határtól 20 km-re, a Tengeri-Alpok lábainál fekszik, Imperiától 36 km-re .

## Története
A település eredete az ókorra vezethető vissza. Valószínűleg a ligurok alapították, majd a rómaiak foglalták el. Nevének első írásos említése a 13. századból származik Burdigheta alakban, ami a bordiga szóból származik, amelynek jelentése tóparti nádas. A település egy korabeli bencés kolostor körül alakult ki. Hosszú ideig Ventimiglia fennhatósága alatt állt. A 19. század elején vált önálló községgé. A napóleoni háborúk során a franciák szerezték meg, majd 1815-ben, a bécsi kongresszus után a Szárd-Piemonti Királysághoz csatolták.

## Látnivalók

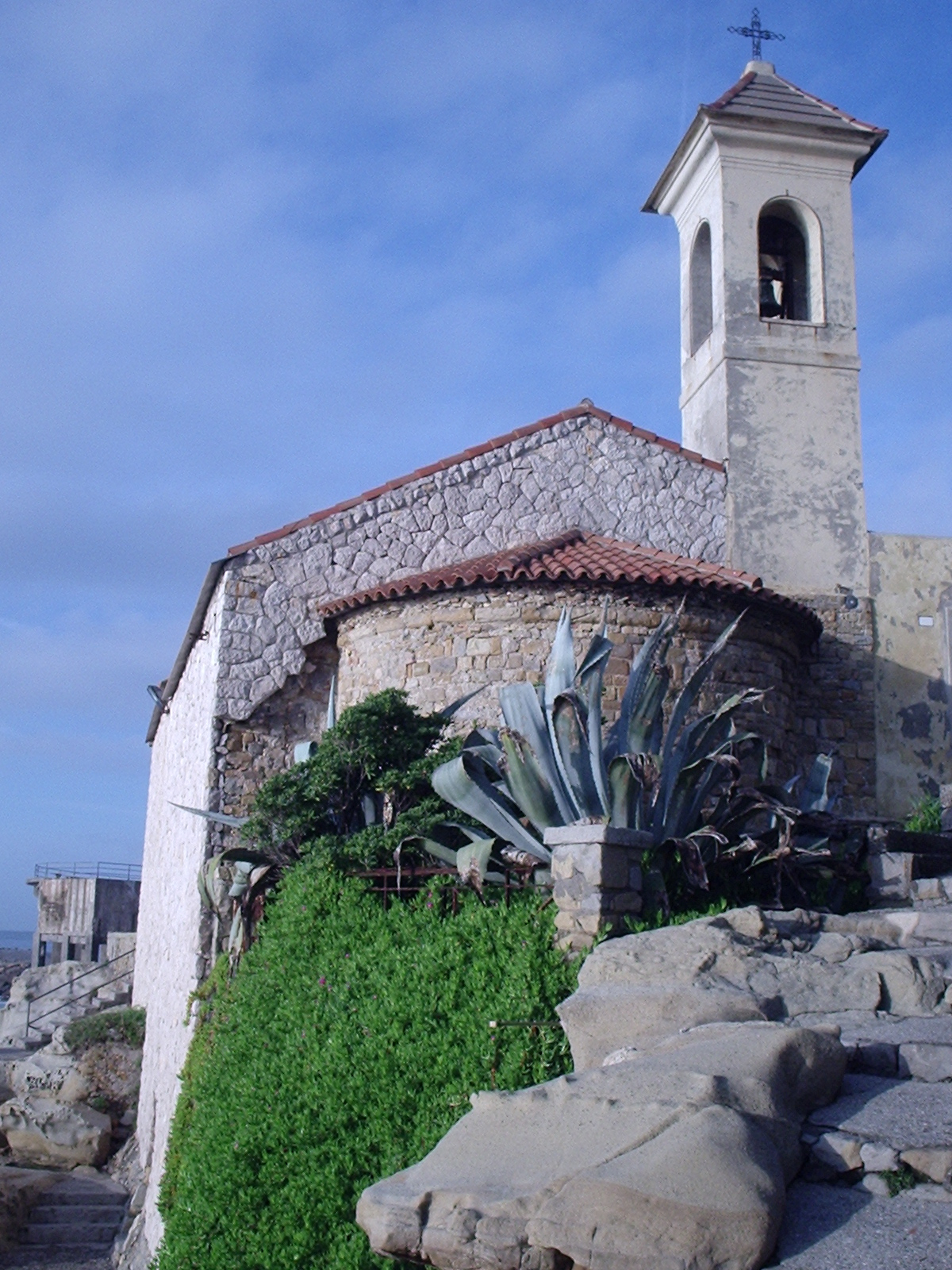
Sant'Ampelio templom

- A Szeplőtelen fogantatás vagy a Szentföld temploma: francia művészek által díszített, a 19. század végén épített templom.
- Evangélikus templom: 1904-ben adták át, ma a vallási szertartásokon kívül koncerteknek és konferenciáknak is otthont ad.
- Anglikán templom: a 19. század derekán olyan sok angol vendégeskedett itt, hogy 1863-ban templomot alapítottak, és Gibraltár püspöke kinevezett egy lelkipásztort ide. A templom kezdetben egy magánkápolna volt a Villa Rosa parkjában, melynek tulajdonosa később földterületet ajánlott fel az építkezésre.

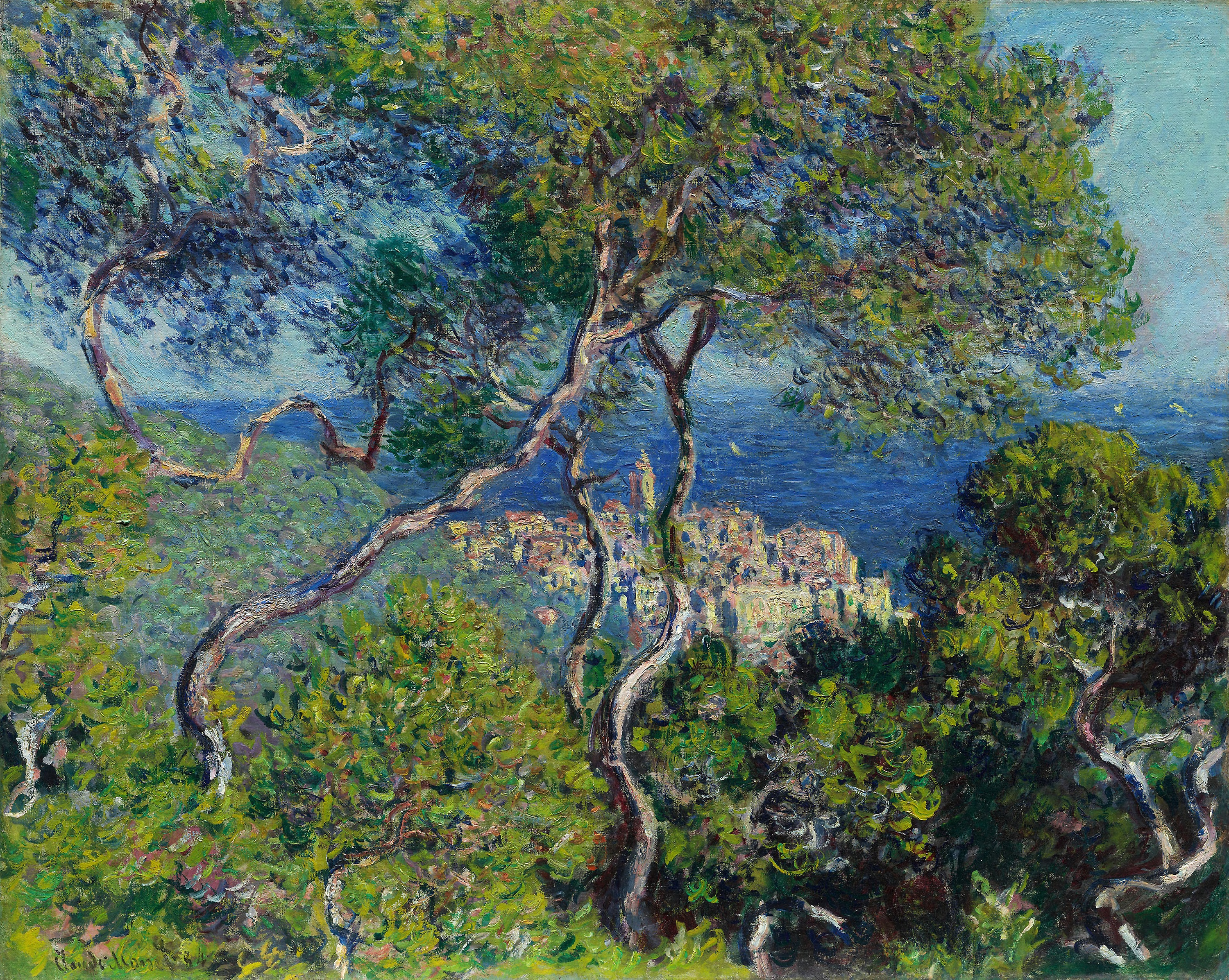
Claude Monet Bordighera (1884) Art Institute of Chicago

- Városháza: tervezője Charles Garnier. Belsejében Pompeo Mariani (1857 - 1927), Giuseppe Piana (1864 - 1956), Giuseppe Balbo (1902 - 1980), Gianantonio Porcheddu (1920 - 1974) és Friedrich von Kleudgen (1846 - 1924) festményei láthatók.
- Palazzo del Parco
- Villa Margherita
- Villa Garnier
- Lungomare Argentina: 2 km hosszú tengerparti sétány, amelyet Evita Perón adott át, innen jött az Argentina elnevezés is.

## Gazdaság
A település elsősorban az idegenforgalomból él, de jelentős az olivaolaj-termelés, valamint a virágkertészet.

## Fordítás
- Ez a szócikk részben vagy egészben  a   Bordighera című olasz Wikipédia-szócikk fordításán alapul.  Az eredeti cikk szerkesztőit annak laptörténete sorolja fel. Ez a jelzés csupán a megfogalmazás eredetét és a szerzői jogokat jelzi, nem szolgál a cikkben szereplő információk forrásmegjelöléseként.